# ريان إيفانز
ريان إيفانز (19 يونيو 1990 بشيكاغو في الولايات المتحدة - ) (بالإنجليزية: Ryan Evans)‏ هو لاعب كرة سلة أمريكي في مركز هجوم صغير الجسم. لعب مع Wisconsin Badgers men's basketball ‏.

## وصلات خارجية
- ريان إيفانز على موقع سبورتس رفرنس (الإنجليزية)
- ريان إيفانز على موقع كرة السلة الأوروبية.كوم (الإنجليزية)
- ريان إيفانز على موقع كلية كرة السلة في سبورتس رفرنس.كوم (الإنجليزية)
- ريان إيفانز على موقع ريلجم (الإنجليزية)
- ريان إيفانز على موقع بروبوليرز (الإنجليزية)
- ريان إيفانز على موقع سبورتس رفرنس (الإنجليزية)
- ريان إيفانز على موقع سبورتس رفرنس (الإنجليزية)